# Minna von Barnhelm
 (septembre 2013).

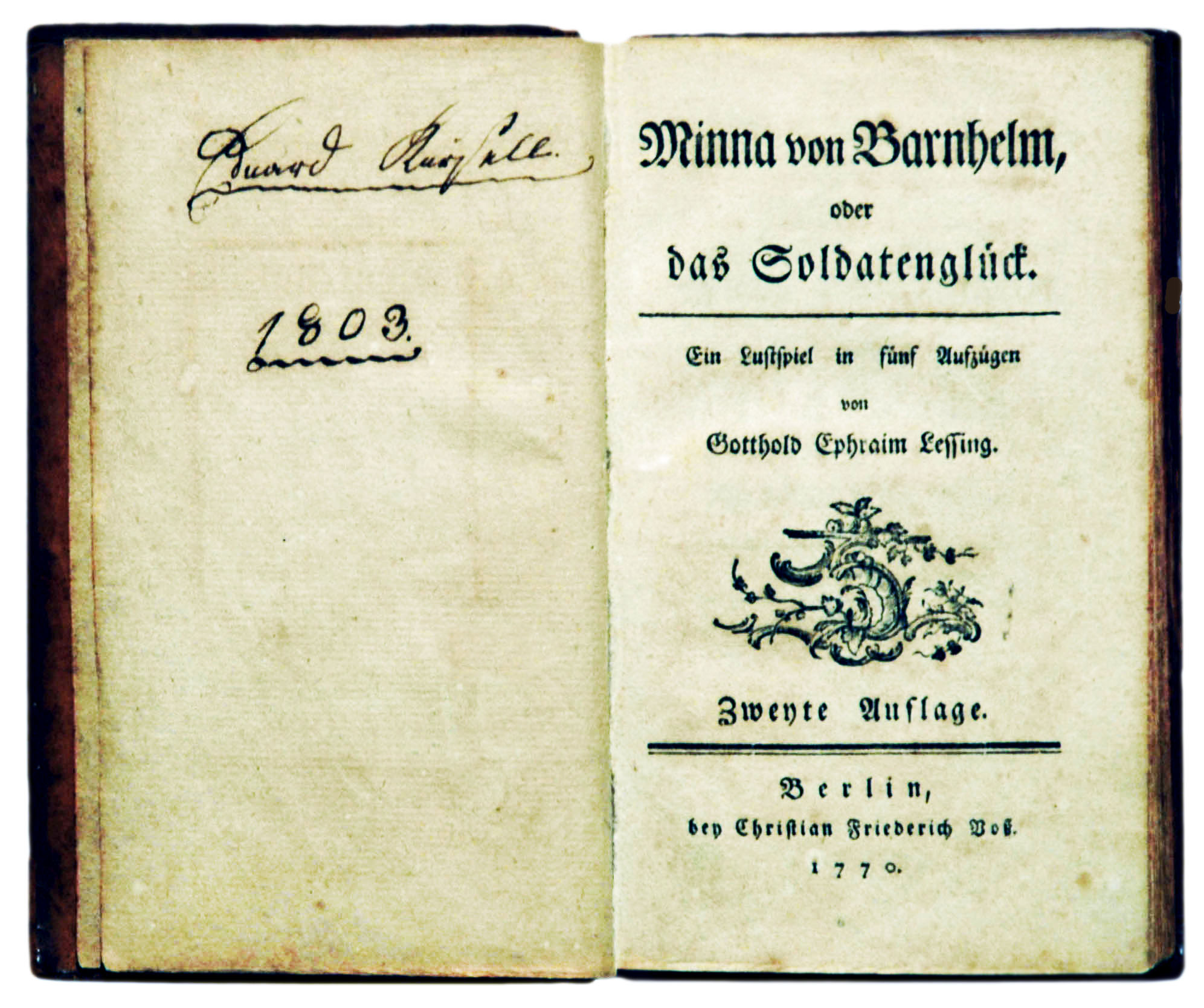
Édition de Minna von Barnhelm datée de 1770.

Minna von Barnhelm, ou La Fortune du soldat (en allemand, Minna von Barnhelm oder das Soldatenglück) est une comédie de Gotthold Ephraim Lessing datée de 1767.

## Résumé
La pièce se déroule le 22 août de l'année 1763, peu de temps après la fin de la guerre de Sept Ans. Le commandant von Tellheim, qui a été blessé alors qu'il servait dans l'armée prussienne, vient d'en être chassé pour manquement à l'honneur. Sans ressources financières et accusé de corruption, il se retrouve avec son serviteur Just dans une auberge berlinoise, où il attend l'issue de son procès. 
En effet, durant la guerre, von Tellheim était stationné en Thuringe (qui appartenait autrefois à l'électorat de Saxe). Là, il avait avancé à l'État de Thuringe une forte somme d'argent, dont le remboursement a été bloqué, en même temps qu'il est accusé de corruption lorsqu'il réclame son dû, ce qui cause ainsi sa ruine.
Pour payer ce qu'il doit à l'aubergiste chez qui il demeure avec son serviteur, von Tellheim remet à celui-ci sa dernière possession, un bague de grande valeur, avec mission de la mettre en gage pour s'acquitter de sa dette envers l'aubergiste. Celui-ci, fort bavard, montre cette bague à de nouveaux arrivants, parmi lesquels se trouve Minna von Barnhelm, la fiancée de von Tellheim, partie à sa recherche. Elle reconnait alors la bague qu'elle avait échangée avec von Tellheim lors de l'échange de leurs vœux. Heureuse d'avoir retrouvé celui qu'elle recherchait, elle se voit cependant rejetée par von Tellheim, qui refuse de l'épouser et même de prolonger leurs fiançailles, en mettant en avant sa situation pécuniaire précaire. Fine mouche, Minna von Barnhelm, avec l'aide de sa suivante Franziska, lui fait alors croire qu'elle est elle-même ruinée. Toujours chevaleresque, von Tellheim accepte alors de l'épouser pour la protéger de son mieux.
Sur ces entrefaites arrive, bien en retard, une lettre du roi qui annonce à von Tellheim la restitution de sa fortune en même temps qu'elle lave son honneur mis en cause. Mais Minna von Barnhelm, résolue à rendre à son fiancé la monnaie de sa pièce, refuse alors à son tour de l'épouser en lui opposant l'argument qu'il avait lui-même utilisé, l'écart de leurs situations financières. Ce n'est que lorsqu'il est au bord du désespoir qu'elle finit par lui céder, alors qu'arrive l'oncle de la jeune femme. Mais tout est bien qui finit bien, et tout le monde trouve le bonheur, y compris Franziska et l'ancien sergent de von Tellheim, Paul Werner, qui éprouvent l'un pour l'autre un tendre sentiment.

## Minna von Barnhelmdans la culture populaire
La pièce de Lessing a fait l'objet de nombreuses adaptations. 

### Comédie musicale
La première d'une adaptation de la pièce (sur un livret et des paroles de Michael Wildenhain et une musique de Konstantin Wecker et Nicolas Kemmer) a eu lieu le 2 décembre 2000 au théâtre Heillbronn, avec 22 représentation d'affilée jusqu'au 7 avril 2001.

### Films
- 1940 - Sous le titre Das Fräulein von Barnhelm (réalisateur : Hans Schweikart), Allemagne
- 1942 - Les scènes de Barnhelm, dans le film Fronttheater
- 1957 - Minna von Barnhelm of soldatengeluk (réalisateur : Max Douwes), Pays-Bas
- 1960 - Heldinnen (réalisateur Dietrich Haugk, avec Marianne Koch, Paul Hubschmid, Johanna von Koczian), RFA
- 1962 - Minna von Barnhelm (réalisateur : Martin Hellberg), RDA
- 1976 - Minna von Barnhelm (réalisateur : Franz Peter Wirth, avec Reinhild Solf, Frank Hoffmann), RFA